# 再商取引
再商取引（さいしょうとりひき、英: Recommerce）は、電子機器や書籍などの以前に所有された新品ないし古物の製品を販売して、購入者は必要に応じてそれらを修理、再利用、リサイクル、再販することである。

## 歴史
言葉の由来は2005年の2月にフォレスター・リサーチの責任者であるジョージ・F・コロニーの、インターネット・バブル後の技術支出動向に関する質問に対しての発言に由来している。
この言葉は、主に古物を再販する取引を指す言葉として使われている。そのほとんどは、スマートフォンやタブレットPC、ノートパソコンなどの家電製品に焦点を当てている。また、書籍、DVD、Blu-ray Discなどの媒体も重要である。
以前からガレージセールや蚤の市などの古物を販売する販路はあったが、eBayやcraigslistなどのデジタル・プラットフォームによって個人がより効率的に古物を販売することができるようになった。
2000年代初頭から、専門的な買い取りや下取りの枠組みを提供することで、この業界を専門化した企業が繁栄し始めた。消費者は古いスマートフォン、テレビ、パソコンを売ることで、新しい物の購入費用の足しにすることができる。これらは自動車販売では何十年ものあいだ一般的に行われていた。
2000年代には、Gazelle、Rebag、ThredUpといった企業が、新品購入とは全く別の買取・下取りサービスを開始したことによって、この言葉をさらに広めた。その後すぐに、SmartphonesPLUS、Amazon、ウォルマートといった企業が独自の下取りプログラムを開始した。